# Armas Järnefelt

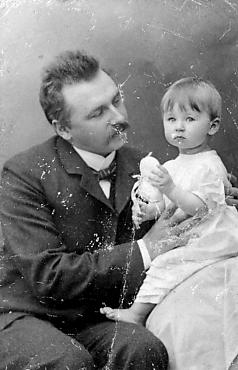
Armas Järnefelt con su hija Eva.

Edvard Armas Järnefelt (14 de agosto de 1869, Viipuri, Gran Ducado de Finlandia, Rusia - 23 de junio de 1958, Estocolmo, Suecia), fue un compositor y director de orquesta de origen finlandés. 
Armas Järnefelt era hijo del general August Aleksander Järnefelt y de Elisabeth Järnefelt (de soltera Clodt von Jürgensburg). Sus hermanos eran Kasper, Arvid, el pintor Eero (Erik), Ellida, Ellen, Aino (esposa de Jean Sibelius), Hilja y Sigrid. Armas Järnefelt fue el primer compositor finlandés que dirigió las óperas de Richard Wagner en Finlandia. 
Sus profesores de música fueron en Helsinki, Ferruccio Busoni y en París, Jules Massenet. Mantuvo relaciones cercanas con Jean Sibelius, quien se casó con su hermana Aino. Desde 1905 Armas Järnefelt se fue a trabajar a Suecia. Se hizo ciudadano sueco en 1909.